# برايان بيرك (سياسي أسترالي)
برايان بيرك (بالإنجليزية: Brian Burke)‏ هو دبلوماسي وسياسي أسترالي، ولد في 25 فبراير 1947 في برث في أستراليا. حزبياً، نشط في حزب العمال الأسترالي. وقد انتخب عضو الجمعية التشريعية لأستراليا الغربية وانتخب Premier of Western Australia ‏ (25 فبراير 1983 – 25 فبراير 1988).